# Louis Gaudinot
Louis J. Gaudinot (Yonkers, 28 agosto 1984) è un lottatore di arti marziali miste statunitense attualmente sotto contratto con la Ultimate Fighting Championship, nella quale combatte nella divisione dei pesi mosca.

## Biografia
Gaudinot cominciò a praticare karate, lotta libera e successivamente arti marziali miste con Tiger Schulmann a Hoboken quando aveva appena 6 anni.

## Carriera nelle arti marziali miste

### Primi anni
Dopo alcuni anni di allenamento debuttò nelle MMA come amatore nel 2008, ottenendo un record di 3 vittorie e una sconfitta. L'anno successivo passò da amatore a professionista.

### Ring of Combat
Louis firmò un contratto con la federazione del New Jersey Ring of Combat, dove debuttò professionalmente nell'aprile del 2009. L'evento del debutto fu Ring of Combat 24 contro Chris Aquino, incontro vinto appunto da Gaudinot per decisione unanime dopo due round da cinque minuti ciascuno. A fine match Gaudinot decise di non stringere la mano, in segno di sportività, ai secondi del suo avversario.
All'evento successivo venne sconfitto per decisione da Nick Cottone, mentre ad Ring of Combat 26 vinse l'incontro per KO tecnico al secondo round contro Jeff Cressman. Due mesi dopo ritornò alla'azione combattendo il suo primo match da tre round, il quale vinse sempre per decisione contro Nate Williams.
L'incontro seguente lo vide affrontare Tuan Pham ad Ring of Combat 28; il match venne vinto per KO al primo round. Con questa incredibile performance riuscì ad ottenere una chance per il titolo dei pesi mosca reso vacante, contro Jesse Riggleman. Gaudinot dominò l'intero incontro per poi vincere per sottomissione alla fine del primo round.

### The Ultimate Fighter
Nel 2011 firmò un contratto con la UFC per poter competere nel reality show The Ultimate Fighter: Team Bisping vs. Team Miller. Nel primo episodio Gaudinot affrontò l'irlandese Paul McBeigh, vincendo l'incontro per KO Tecnico al terzo round, ottenendo così la possibilità di entrare nella casa del reality. Louis venne in seguito scelto dal Team Bisping.
Nel suo prossimo incontro non ufficiale affrontò un membro del team avversario, Dustin Pague. Questa volta però perse il match per sottomissione subendo una rear-naked choke al secondo round; nonostante ciò venne premiato con 25.000 dollari per aver ottenuto il premio "Fight of the Season".

### Ultimate Fighting Championship
Gaudinot debuttò ufficialmente in UFC il 3 dicembre 2011 , all'evento finale del reality The Ultimate Fighter 14 Finale contro Johnny Bedford nella categoria dei pesi gallo. Louis perse l'incontro per KO tecnico al terzo round.
Successivamente ritornò a combattere, nella categoria dei pesi mosca, contro l'ex campione dei pesi gallo della Jungle Fight, John Lineker all'evento UFC on Fox: Diaz vs. Miller svolto il 5 maggio del 2012. Questo incontro fu caratterizzato dal mancato rientro del peso da parte di Lineker, che rese appunto l'incontro un catchweight match. Nonostante ciò Gaudinot vinse per sottomissione applicando una ghigliottina a strangolamento. Entrambi i partecipanti ottennero il bonus Fight of the Night.
Il 5 ottobre doveva affrontare Darren Uyenoyama ad UFC on FX: Browne vs. Bigfoot. Tuttavia, Gaudinot si infortunò e venne rimpiazzato da Phil Harris. Il 31 agosto del 2013, invece, perse l'incontro con Tim Elliott per decisione unanime.
Ad UFC Fight Night: Gustafsson vs. Manuwa vinse il match per sottomissione contro Phil Harris. Tuttavia il 20 giugno dello stesso anno, la sua vittoria venne cambiato in No Contest dopo che Gaudinot fallì un test anti-droga.
Il 4 ottobre 2014 ad UFC Fight Night: MacDonald vs. Saffiedine doveva vedersela contro Patrick Holohan, ma successivamente venne rimosso dalla card e sostituito da Chris Kelades.
Nel gennaio 2015 viene sconfitto ai punti dal talentuoso giapponese Kyoji Horiguchi.

## Risultati nelle arti marziali miste
| Risultato  | Record  | Avversario       | Metodo                               | Evento                                 | Data              | Round | Tempo | Luogo                        | Note                                          |
| ---------- | ------- | ---------------- | ------------------------------------ | -------------------------------------- | ----------------- | ----- | ----- | ---------------------------- | --------------------------------------------- |
| Sconfitta  | 6-4 (1) | Kyoji Horiguchi  | Decisione (unanime)                  | UFC 182: Jones vs. Cormier             | 3 gennaio 2015    | 3     | 5:00  | Las Vegas, Stati Uniti       |                                               |
| No Contest | 6-3 (1) | Phil Harris      | No Contest (fallito test anti-droga) | UFC Fight Night: Gustafsson vs. Manuwa | 8 marzo 2014      | 1     | 3:13  | Londra, Inghilterra          |                                               |
| Sconfitta  | 6-3     | Tim Elliott      | Decisione (unanime)                  | UFC 164: Henderson vs. Pettis          | 31 agosto 2013    | 3     | 5:00  | Milwaukee, Stati Uniti       |                                               |
| Vittoria   | 6-2     | John Lineker     | Sottomissione tecnica (ghigliottina) | UFC on Fox: Diaz vs. Miller            | 5 maggio 2012     | 2     | 4:54  | East Rutherford, Stati Uniti | Passa ai Pesi Mosca                           |
| Sconfitta  | 5-2     | Johnny Bedford   | KO Tecnico (ginocchiate al corpo)    | The Ultimate Fighter 14 Finale         | 3 dicembre 2011   | 1     | 4:43  | Las Vegas, Stati Uniti       | Debutto in UFC                                |
| Sconfitta  | NU      | Dustin Pague     | Sottomissione (rear-naked choke)     | The Ultimate Fighter 14                | N/A               | 2     | 2:32  | Las Vegas, Stati Uniti       | Torneo dei Pesi Gallo TUF 14, Secondo turno   |
| Vittoria   | NU      | Paul McVeigh     | KO Tecnico (pugni)                   | The Ultimate Fighter 14                | N/A               | 3     | 4:59  | Las Vegas, Stati Uniti       | Torneo dei Pesi Gallo TUF 14, Primo turno     |
| Vittoria   | 5-1     | Jessie Riggleman | Sottomissione (ghigliottina)         | Ring of Combat 31                      | 24 settembre 2010 | 1     | 4:43  | Atlantic City, Stati Uniti   | Vince il titolo dei Pesi Mosca Ring of Combat |
| Vittoria   | 4-1     | Tuan Pham        | KO (pugno)                           | Ring of Combat 28                      | 19 febbraio 2010  | 1     | 1:09  | Atlantic City, Stati Uniti   |                                               |
| Vittoria   | 3-1     | Nate Williams    | Decisione (unanime)                  | Ring of Combat 27                      | 20 novembre 2009  | 3     | 4:00  | Atlantic City, Stati Uniti   |                                               |
| Vittoria   | 2-1     | Jeff Cressman    | KO Tecnico (pugni)                   | Ring of Combat 26                      | 11 settembre 2009 | 2     | 0:24  | Atlantic City, Stati Uniti   |                                               |
| Sconfitta  | 1-1     | Nick Cottone     | Decisione (unanime)                  | Ring of Combat 25                      | 12 giugno 2014    | 2     | 4:00  | Atlantic City, Stati Uniti   |                                               |
| Vittoria   | 1-0     | Chris Aquino     | Decisione (unanime)                  | Ring of Combat 24                      | 17 aprile 2009    | 2     | 4:00  | Atlantic City, Stati Uniti   |                                               |